# Friedrich Wilhelm von Ellrodt
Friedrich Wilhelm von Ellrodt (* 16. Januar 1772 in Bayreuth; † 1. Dezember 1844 in Frankfurt am Main) war ein deutscher Offizier und Politiker.

## Leben

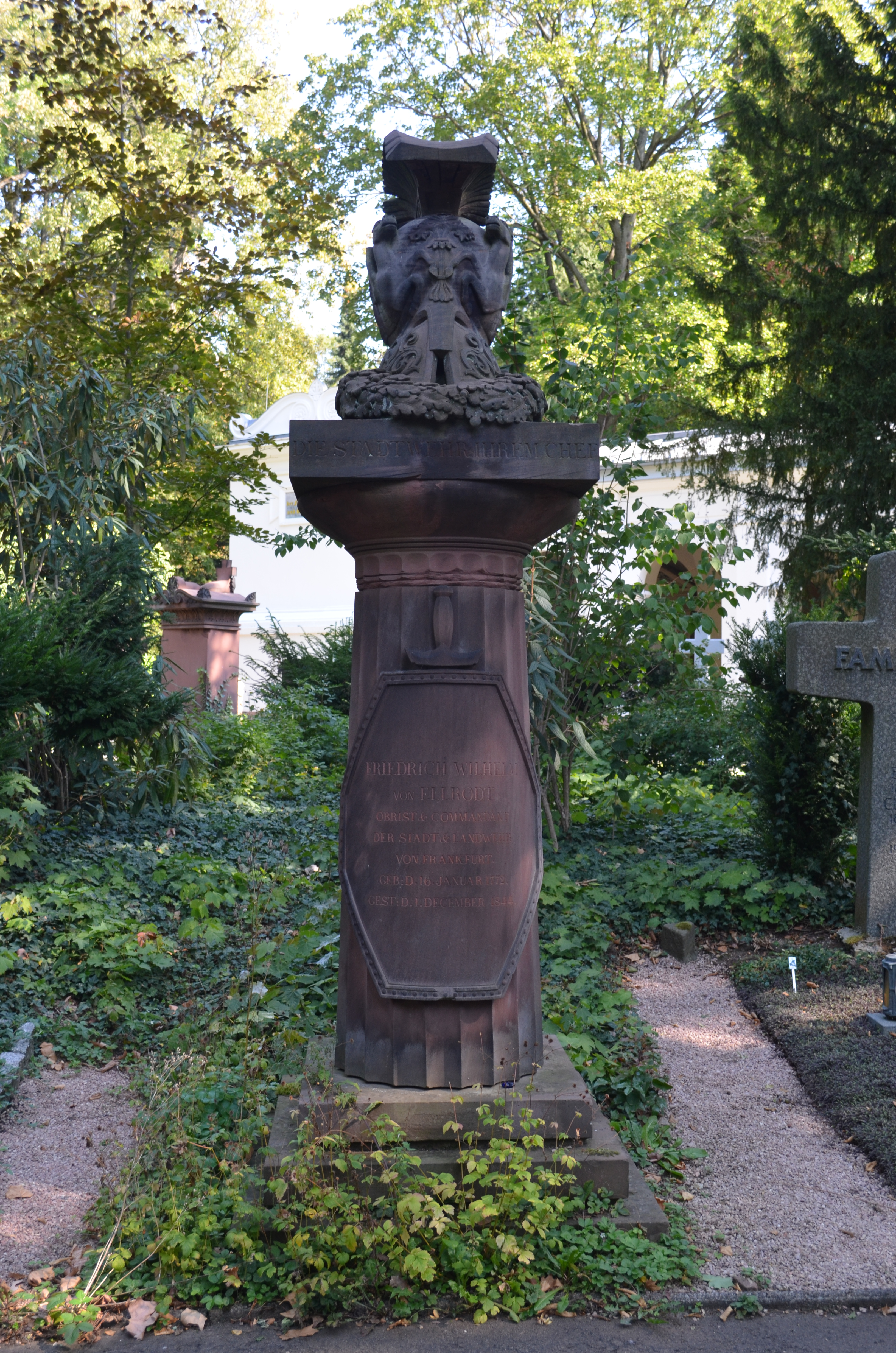
Denkmalgeschütztes Grab auf dem Frankfurter Hauptfriedhof

Von Ellrodt (Spitzname: Owerscht Cognac) schlug die Militärlaufbahn ein und wurde preußischer Premierleutnant. Er heiratete Catharina Elisabeth Bonn (1771–1813), die Tochter des Frankfurter Schöffen und Senators Johann Daniel Bonn, und erwarb am 28. Februar 1796 das Frankfurter Bürgerrecht. 1801 gehörte er zu den Stiftern der Frankfurter Freimaurerloge Sokrates zur Standhaftigkeit. 1809 schied er aus dem preußischen Militärdienst aus und ließ sich als Handelsmann in Frankfurt am Main nieder. 1813 wurde er dort in die Centralkommission zur Bildung der Wehranstalten im Gouvernement Frankfurt berufen. In den Befreiungskriegen wurde er am 9. April 1814 zum Feldobristen und Kommandanten der Frankfurter Stadt- und Landwehr ernannt. Am 4. November 1817 erhielt er die Bestätigung als Oberbefehlshaber der Stadt- und Landwehr durch den Senat der Freien Stadt Frankfurt.
In der Freien Stadt Frankfurt engagierte er sich auch politisch und war von 1815 bis 1844 Mitglied der Ständigen Bürgerrepräsentation der Freien Stadt Frankfurt. Zwischen 1821 und 1844 gehörte er dem Stadtrechnungsrevisionskollegs an und von 1817 bis 1843 war er Mitglied der Gesetzgebenden Versammlung der Freien Stadt Frankfurt.
Er ist auf dem Hauptfriedhof Frankfurt begraben. Sein Grabdenkmal nach einem Entwurf von Friedrich Maximilian Hessemer wurde am 20. Mai 1846 enthüllt und steht als Kulturdenkmal unter Denkmalschutz.